# Vogošća
Vogošća – miasto w Bośni i Hercegowinie, w Federacji Bośni i Hercegowiny, w kantonie sarajewskim, siedziba gminy Vogošća. W 2013 roku liczyła 10 568 mieszkańców, z czego większość stanowili Boszniacy.